# Thomas Gustafsson (ishockeyspelare)
Thomas Gustafsson, tidigare Thomas Björnström, född 25 juni 1975 i Kiruna, är en svensk före detta professionell ishockeyspelare.
Gustafsson tog SM-guld med HV71 1995.